# Friedrich von Hagedorn
Friedrich von Hagedorn (Amburgo, 23 aprile 1708 – Amburgo, 28 ottobre 1754) è stato un poeta tedesco.
Figlio di un ministro danese, dopo la frequenza al ginnasio di Amburgo, si laureò in legge nell'Università di Jena nel 1729. Tornato ad Amburgo, ottenne l'incarico – senza retribuzione – di segretario privato dell'ambasciatore danese a Londra, dove visse fino al 1731. Il ritorno ad Amburgo fu seguito da un periodo di difficoltà economiche, fino a quando non fu nominato, nel 1733, segretario della Corte inglese di Amburgo, un'azienda commerciale fondata nel XIII secolo. Sposatosi poco dopo, ebbe da allora possibilità di dedicarsi con agio ai propri interessi letterari.
Hagedorn è il primo poeta tedesco che testimoni chiaramente la ripresa della Germania dopo le devastazioni prodotte dalla Guerra dei Trent'anni. Le sue leggere e graziose canzoni d'amore e le sue anacreontiche, di una manifesta gioia di vivere, introducono una nota nuova nella lirica tedesca; anche se le sue favole in versi sono di molto inferiori a quelle del suo maestro La Fontaine e la sua poesia educativo-moralistica riecheggia Orazio, egli esercitò un grande influsso sulla lirica tedesca fino al tardo Settecento.

### Opere
- Versuch einiger Gedichte, Amburgo, 1729
- Versuch in poetischen Fabeln and Erzählungen; Amburgo, 1738
- Sammlung neuer Oden und Lieder, Amburgo, 1742
- Moralische Gedichte, Amburgo, 1750

### Studi
- L. Mittner, Storia della letteratura tedesca, Torino, 1971 ISBN 88-06-02055-2